# Kilmainham Gaol

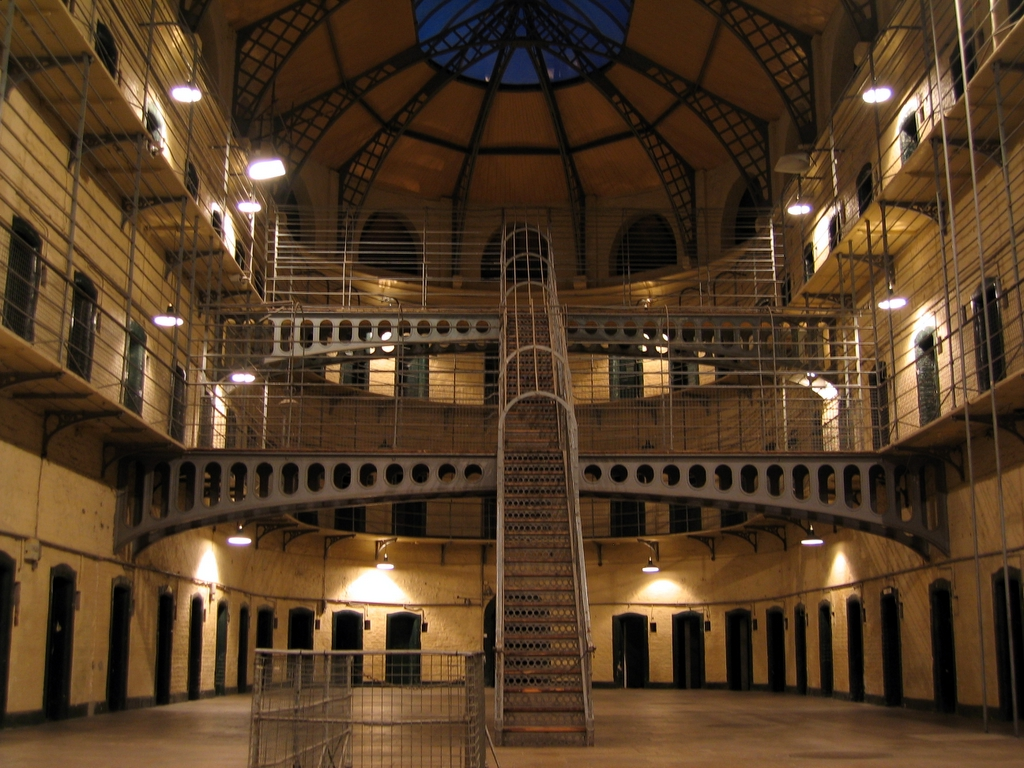
Victorian Wing.

Kilmainham Gaol (en irlandés: Príosún Chill Mhaighneann) era una cárcel situada en Inchicore, en Dublín, reconvertida hoy en museo. 
La cárcel se inauguró en 1796 denominándose New Gaol debido a que sustituía a la antigua cárcel situada unos cuantos cientos de metros de ella.
Kilmainham Gaol ha jugado un importante papel en la historia de Irlanda ya que muchos de los líderes de las revueltas de independencia de Irlanda fueron confinados y recluidos en esta prisión. Muchos de estos presos fueron además ejecutados en esta misma prisión. Las rebeliones de 1798, 1803, 1848, 1867 y 1916 acabaron con sus cabecillas en estas celdas recluidos.
El último preso de la cárcel fue Éamon de Valera que salió de la cárcel el 16 de julio de 1924.
Dentro de la cárcel no había separación de prisioneros por cuestión de sexo ni de edad, así tanto los hombres como las mujeres convivían en las mismas zonas igual que los niños.
En el año 1924 la cárcel se cerró definitivamente sufriendo una remodelación de la década de los 70.

## Visita

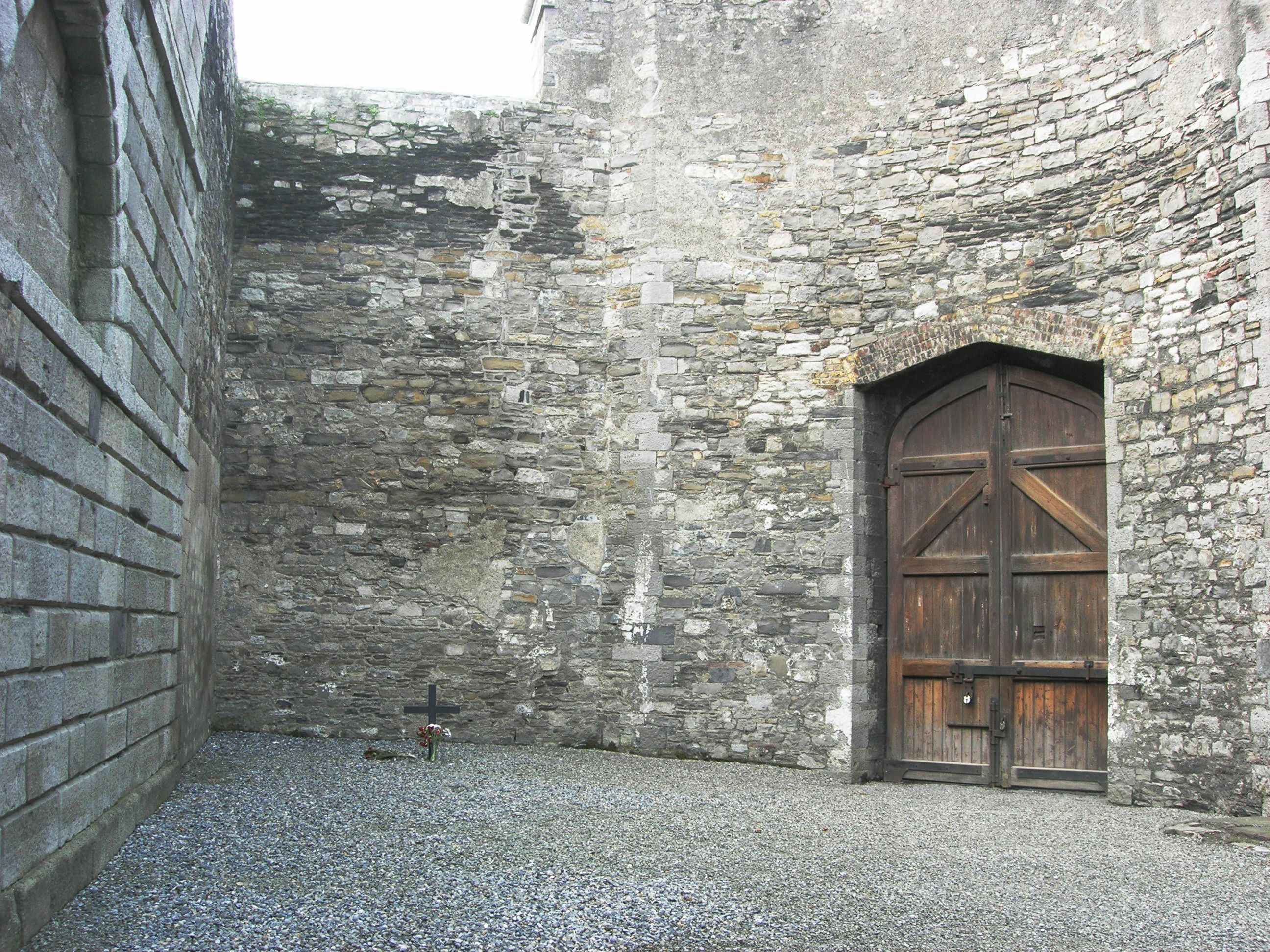
Lugar de fusilamiento de James Connolly.

La visita comienza en la capilla de la cárcel que es conocida por ser el lugar en el que Joseph Plunkett se casó con Grace Gifford en las horas previas a su ejecución por el pelotón de fusilamiento.
Las siguientes zonas que se visitan son las celdas en las que estuvieron confinados los participantes de la revuelta de 1916. 
Se visita también el vestíbulo principal de la cárcel tras su remodelación que sirvió de referencia para la construcción de muchas otras cárceles sobre todo en Estados Unidos.
La visita concluye en el patio dónde fueron fusilados, entre el 3 y el 12 de mayo, los miembros de la revuelta de 1916 y el lugar en el que se ejecutó a James Connolly diferenciado de los del resto debido a su precario estado de salud a consecuencia de las heridas recibidas durante la revuelta. Estas heridas hicieron que se le situara en las cercanías de la entrada debido a su dificultad de trasladarlo.

## Prisioneros famosos
- Henry Joy McCracken, 1796
- Robert Emmet, 1803
- Anne Devlin, 1803
- Michael Dwyer, 1803
- William Smith O'Brien, 1848
- Thomas Francis Meagher, 1848
- Jeremiah O'Donovan Rossa, 1867
- J. E. Kenny, 1881
- Charles Stewart Parnell, 1881
- William O'Brien, 1881
- James Joseph O'Kelly, 1881
- Willie Redmond, 1882

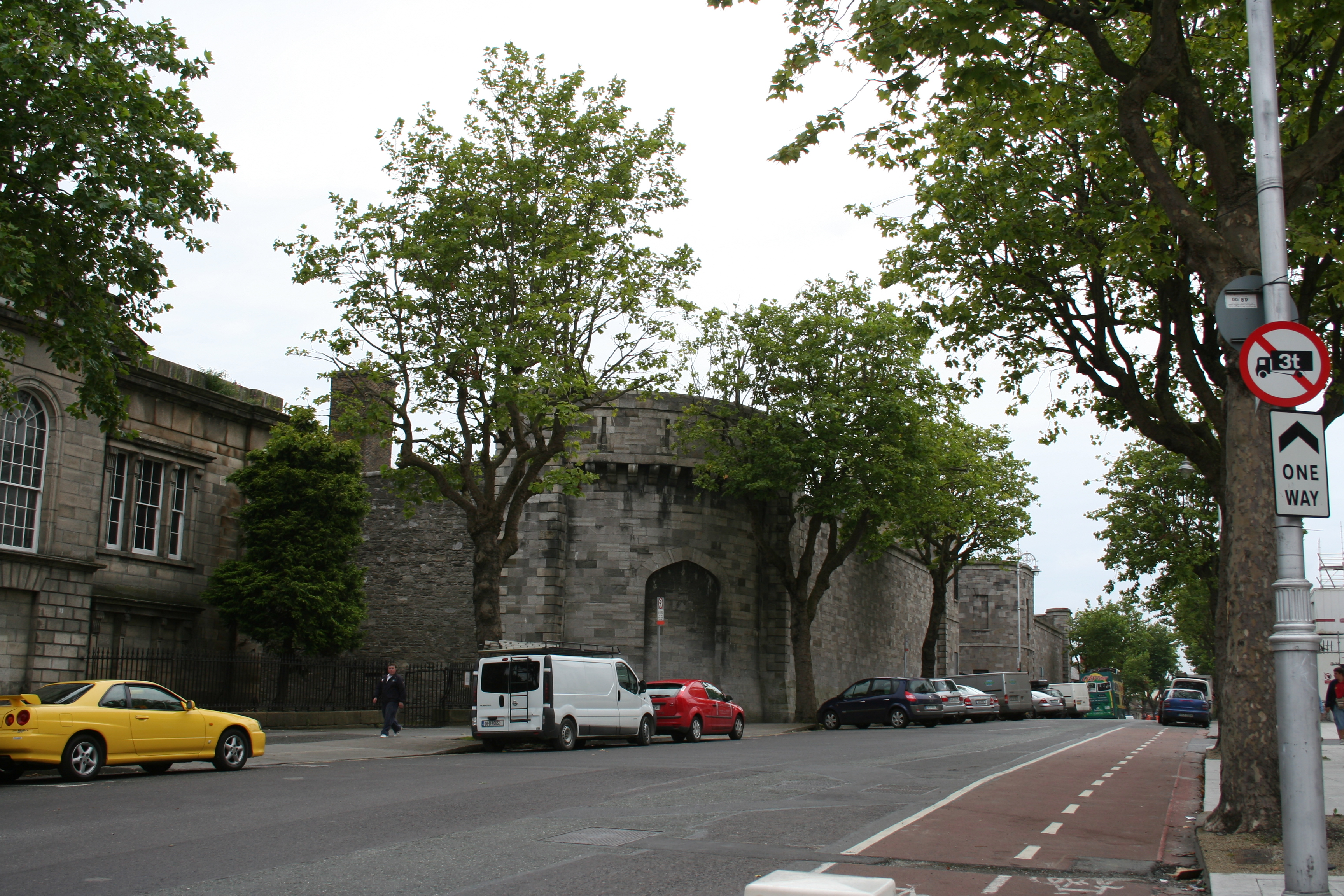
Exterior de la cárcel Kilmainham.

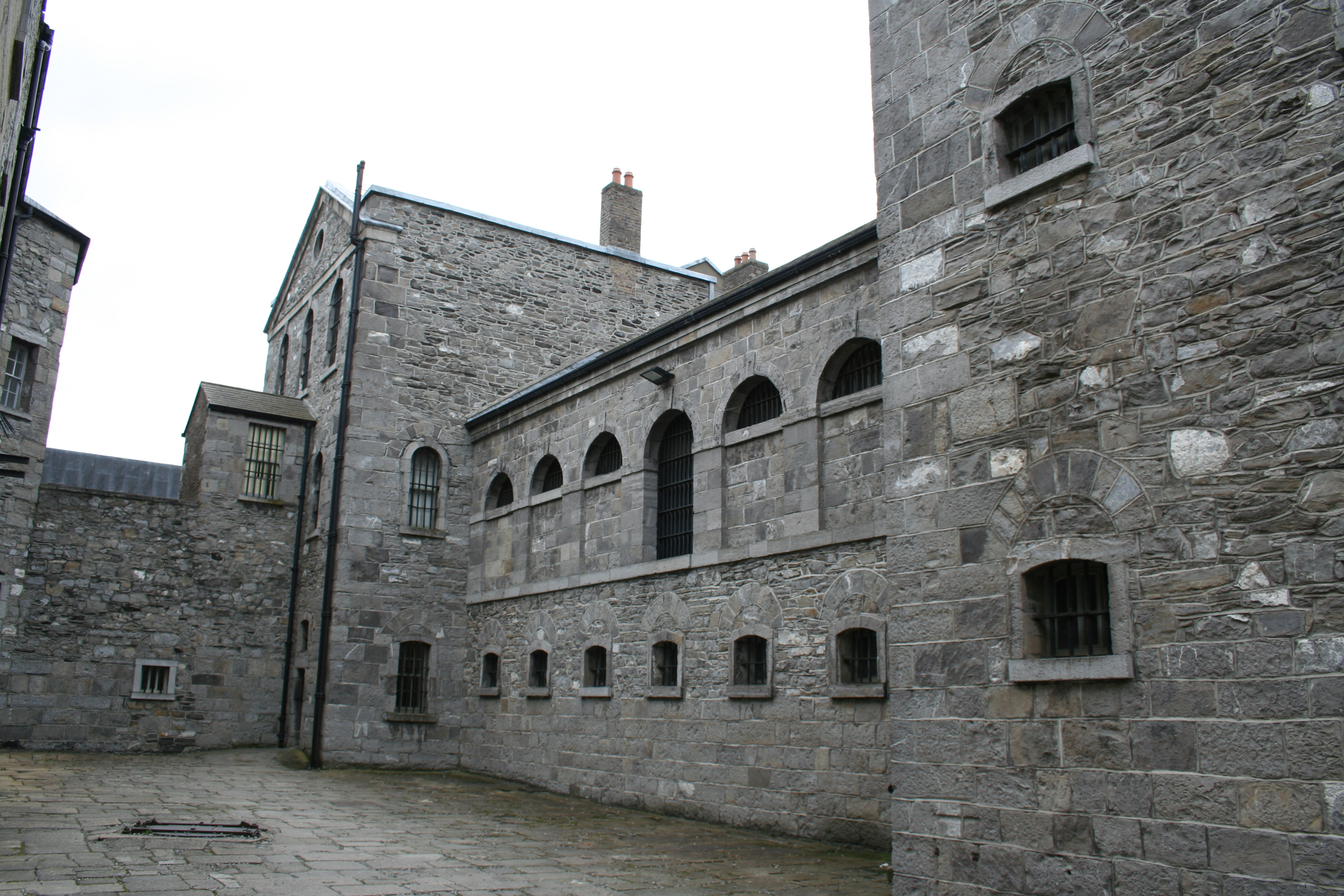
Edificio de la cárcel desde el patio interior.

- Joe Brady, (asesinos del Phoenix Park) 1883
- Daniel Curley, (asesinos del Phoenix Park) 1883
- Tim Kelly, (asesinos del Phoenix Park) 1883
- Thomas Caffrey, (asesinos del Phoenix Park) 1883
- Michael Fagan, (asesinos del Phoenix Park) 1883
- Michael Davitt
- Patrick Pearse, 1916
- James Connolly, (Ejecutado pero no residente de Kilmainham) 1916
- Thomas J. Clarke, 1916
- Condesa Markiewicz, 1916
- Madeleine ffrench-Mullen, 1916
- Éamon de Valera, 1916
- Joseph Plunkett, 1916.
- Michael O'Hanrahan, 1916
- Edward Daly, 1916
- Willie Pearse, (Hermano menor de Padraig) 1916
- Grace Gifford, (Esposa de Joseph Plunkett) (1922)

## Películas filmadas en la prisión
- The Italian Job, 1969
- El hombre de Mackintosh, 1973
- En el nombre del padre, 1993
- Michael Collins, 1996
- Boondock Saints, 1999
- Paddington 2, 2017